# Progestatif injectable
Les progestatifs injectables font partie des méthodes hormonales de contraception. Son pendant masculin est la contraception hormonale masculine.
L'efficacité des progestatifs injectables est telle qu'il n'y a que 1 % d'échecs en moyenne.[réf. nécessaire]

## Mécanisme d'action des progestatifs injectables
Les progestatifs injectables ont le même effet contraceptif et contragestif que les progestatifs qui entrent dans la composition des pilules combinées et progestative :
- ils entraînent un blocage de l'ovulation ;
- un épaississement de la glaire cervicale réalisant un obstacle mécanique au passage des spermatozoïdes ;
- un effet atrophiant sur l'endomètre empêchant la nidation (effet contragestif, abortif).

Leur délai d'action diffère selon le progestatif injecté. Par exemple, une injection de médroxyprogestérone dure douze semaines de suite. Une injection de noréthistérone dure huit semaines de suite.

## Avantages et inconvénients des progestatifs injectables
Des saignements en dehors des règles (métrorragies) sont fréquents ou, parfois bizarrement, une absence de règle (aménorrhée) peut survenir. Une prise de poids, due au progestatif, est aussi possible, mais cela dépend plus de l'utilisatrice que de la méthode. En effet, l'utilisation du médicament apporte un gain d'appétit due aux hormones qui peuvent apporter une prise de poids.
Par rapport à la pilule contraceptive, combinée ou progestative, cette méthode n'est pas réversible de façon simple. Il faut attendre que le progestatif soit complètement éliminé avant de pouvoir mettre une grossesse en route.
D'après de récentes études, les progestatifs injectables provoquent une baisse notable de la densité minérale osseuse. Il semble que la densité osseuse revienne à la normale après l'arrêt du traitement. Il n'a cependant pas été établi que cette méthode de contraception favorise une future ostéoporose chez les patientes,,.

## Progestatifs injectables disponibles en France
Il y a deux sortes de progestatifs injectables disponibles en France. Ce sont :
- le Depo-Provera qui est un progestatif contraceptif utilisé par voie injectable administré le 5e jour des règles sur une période de 12 semaines (3 mois). Généralement le Depo-provera n'est indiqué que lorsque la femme ne peut pas bénéficier d'autres méthodes. Il n'est pas dénué d'effets secondaires[4] qui sont même plus nombreux que les autres méthodes voire plus sévères. Parmi ceux-ci sont les saignements qui sont très fréquents, ou au contraire un arrêt des règles (aménorrhée) , aussi des bouffées de chaleur ;
- le Noristerat. (Retiré du marché)

## Équivalent masculin
La contraception hormonale masculine utilise majoritairement des injections intramusculaires hebdomadaires d’énanthate de testostérone. Le traitement n'excède pas 18 mois. En France, cette méthode reste méconnue.